# 오구치 오니예우
오구치알루 치지오크 "오구치" 오니예우(영어: Oguchialu Chijioke "Oguchi" Onyewu, 1982년 5월 13일 ~ )는 미국의 전 축구 선수이며, 포지션은 센터백이다.
195cm, 91kg의 당당한 체격을 가지고 있으며, 이를 이용한 파워풀한 플레이로 2009년 FIFA 컨페더레이션스컵에서 스페인의 미드필더들을 제압하는 모습을 보여주었다. 이후 자유 이적으로 밀란이 영입하게 되어 밀란 팬들은 든든한 수비수가 하나 들어왔다고 좋아했으나 입단하고 얼마 안 있어 무릎 부상으로 시즌아웃, 임대를 전전했다. 부상 중에도 2010년 FIFA 월드컵에 출전하여 잉글랜드와의 조별 예선 첫 경기에 출전, 역시 최전방 공격수인 에밀 헤스키를 힘으로 제압하는가 하면 세트피스 상황에서 여러 차례 공격에 가담하여 헤딩을 하는 등, 인상적인 모습을 보였다.